# Domingo Suárez

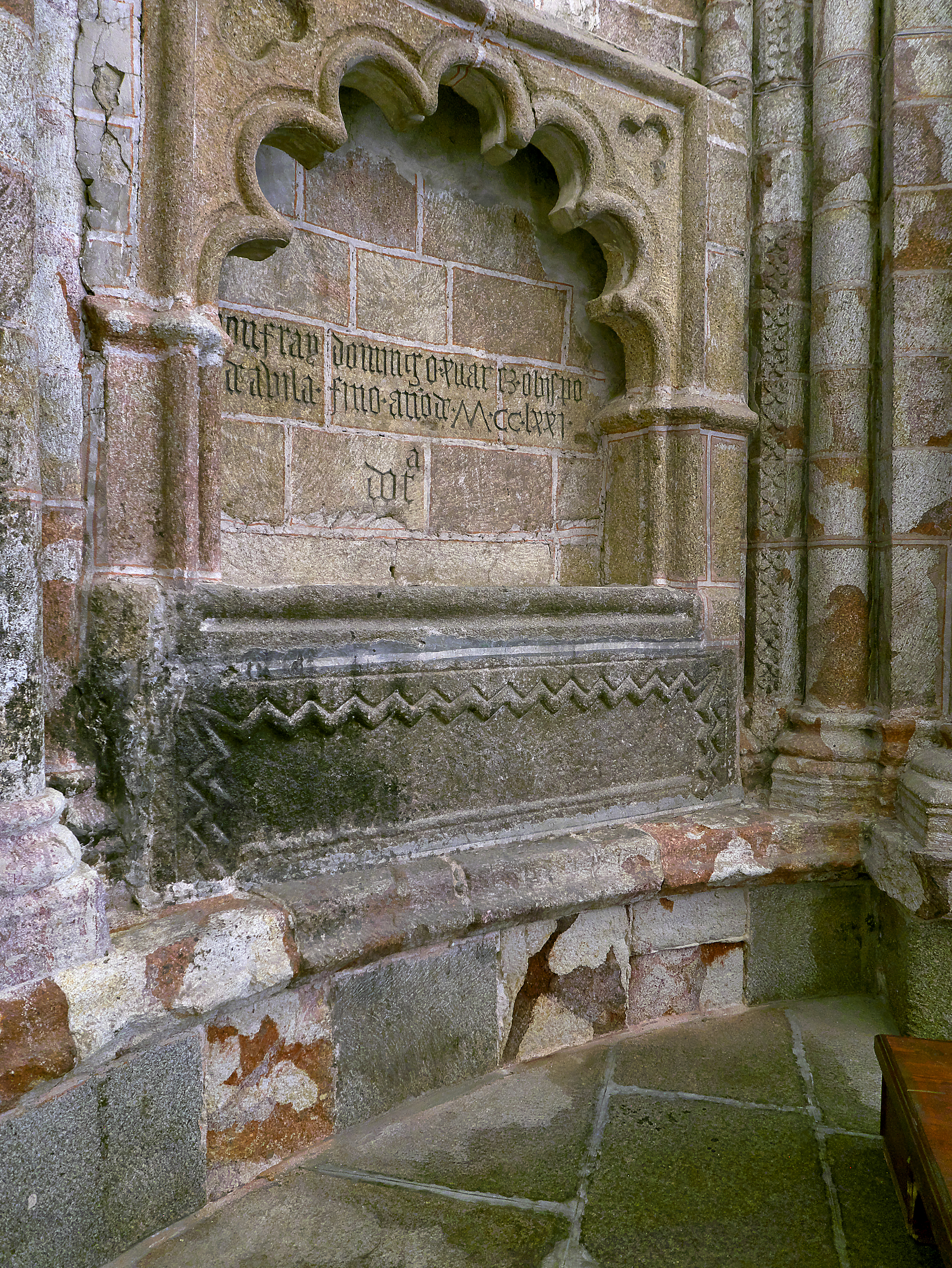
Sepulcro de Fray Domingo Suárez

Domingo Suárez o Juárez fue un fraile franciscano español, que ejerció como obispo de Ávila entre 1263 y 1271, sucediendo a Benito. A Domingo Suárez se le encargó crear la nueva diócesis de Cádiz, tras la conquista del territorio musulmán de la zona y construir allí una catedral.
Suárez aparece repetidamente en los privilegios de Alfonso X. Así se deduce por Diego Ballesteros que la antigua información sobre la presencia de un obispo Rodrigo en la sede abulense es falsa. Suárez fue encargado por el papa Urbano IV en 1264 para establecer una nueva sede episcopal en la ciudad de Cádiz, en sustitución de la antigua diócesis de Medina Sidonia, además de la construcción de la nueva catedral. No obstante, la muerte del pontífice obligó a que se reiniciase el procedimiento con el sucesor de Urbano, Clemente IV, que realizó el mismo encargo a Domingo Suárez y así consta en una bula de 2 de febrero de 1266. Antes de fallecer, Suárez había conseguido dar forma jurídica a la nueva diócesis y escoger un obispo para la misma, Juan Martínez, también fraile franciscano y amigo del monarca castellano.
A Suárez le sucedió Aymar, fraile también, aunque la sede episcopal permaneció vacante hasta 1274. Según señala Enrique Ballesteros, en ese ínterin la sede tuvo algún obispo electo, pero que no llegó a gobernar, o bien es posible que hubiera alguna confusión en obras antiguas o crónicas. Suárez fue enterrado en la capilla del trasaltar de la catedral de Ávila.